# Де Карло, Ивонн
Ивонн Де Карло (англ. Yvonne De Carlo), урождённая Маргарет Ивонн Миддлтон (англ. Margaret Yvonne Middleton; 1 сентября 1922 — 8 января 2007) — американская актриса, певица и танцовщица, родом из Канады. Наибольшей популярности она достигла в 1950-е годы, благодаря своей роли в фильме «Десять заповедей», а в 1960-х годах была известна как Лили Монстер в популярном телесериале «Семейка монстров».

## Биография

### Юные годы
Будущая актриса родилась 1 сентября 1922 года под именем Маргарет Ивонн Миддлтон в канадском городе Ванкувер в семье актрисы Мари Де Карло и продавца Уильяма Миддлтона. Когда ей было три года, отец бросил семью, а матери, которая к тому времени увлеклась новым поклонником, на дочь не хватало времени, и она отдала дочь своим родителям. Своё детство Ивонн провела с дедом, сицилийцем Майклом Де Карло, и бабушкой Маргарет Пёрвис — уроженкой Шотландии.
Когда Ивонн училась в школе, преподаватели заметили, что у девушки есть музыкальный талант, но мать Ивонн, хотя и не возражала против её музыкальных пристрастий, для себя уже давно и точно решила, что дочь станет балериной. Мари вместе с дочерью переехала в Голливуд, где та продолжила учёбу, а также стала посещать танцевальную школу. После этого они ещё пару раз путешествовали из одной страны в другую, пока не остались на родине в Канаде, где Ивонн продолжила обучение танцам. Желанию её матери не суждено было сбыться, так как в школе ей сообщили, что тело её дочери недостаточно гибкое, чтобы танцевать в балете. Но Ивонн решила не бросать своё занятие, продолжив обучение просто как танцовщица.

### Танцевальная карьера
В 17 лет Ивонн стали приглашать танцевать в различные музыкальные шоу и ревю. В то же время она добавила к своему имени девичью фамилию матери, став при этом Ивонн Де Карло. Успешными стали её выступления в ванкуверском клубе «Паромар», но там она задержалась недолго и уволилась после того, как ей предложили танцевать топлес.
В 1940 году, во время очередной поездки в США, ей удалось устроиться танцовщицей в одно из музыкальных шоу Нилса Граунлунда. Но вскоре её задержали сотрудники иммиграционной службы, и депортировали обратно в Канаду. Только после того, как ведущий шоу отправил телеграмму в службу иммиграции и сообщил о том, что предоставит Ивонн рабочее место и постоянную заработную плату, ей удалось опять оказаться в Соединённых Штатах.

### Начало карьеры в кино
Менее чем через год выступлений в этом шоу, Ивонн его покинула в надежде начать карьеру в кино. Ей это быстро удалось, и в 1941 году состоялся её кинодебют. Первые три года работы в киноиндустрии она появлялась лишь в эпизодах, но при этом часто в довольно популярных кинокартинах, таких как «Оружие для найма» (1942), «Дорога в Марокко» (1942) и «По ком звонит колокол» (1943). В годы Второй мировой войны Де Карло принимала участие в развлекательных программах для американских военнослужащих, став их любимицей и получая от них множество писем.
В 1940-е годы практика брать на работу старлеток была очень популярна, потому что в случае если какая-то крупная звезда отказалась бы сниматься или её популярность упала, то её легко можно было заменить на схожую с ней юную актрису. Через это прошла и Ивонн Де Карло: на студии «Paramount» её держали из-за сходства с Дороти Ламур, а на «Universal Studios» она дублировала Марию Монтез во второсортных фильмах.
Её карьера стала развиваться лишь в конце 1940-х годов, когда Ивонн получила первые крупные роли в фильмах «Грубая сила» (1947) и «Крест-накрест» (1949), с Бертом Ланкастером в главных ролях. В последующие годы она продолжала активно сниматься, но без особых сдвигов в карьере.
В 1949 году на съёмах одного из фильмов она познакомилась с актёром Джоком Махони, с которым у неё начался роман. Вскоре Ивонн забеременела от него и у них уже намечалась свадьба, но после того, как у актрисы случился выкидыш, их отношениям пришёл конец.

### Успех и популярность
Успеха и популярности Ивонн добилась лишь в 1956 году, после того как исполнила роль Сепфоры, жены Моисея, в знаменитом фильме «Десять заповедей». Далее последовали не менее успешные роли в картинах «Банда ангелов» (1957) и «Меч и крест» (1958).
Несмотря на такой прорыв, к началу 1960-х годов её карьера стала постепенно угасать, и Ивонн Де Карло в большей степени снималась лишь на телевидении. В 1964 году стартовал новый телесериал, под названием «Семейка монстров», где Де Карло предложили одну из главных ролей. Этот сначала малозаметный ситком вскоре стал одним из самых популярных на американском телевидении. На протяжении двух лет Ивонн исполняла в нём роль Лили Монстер, но с выходом на телеэкраны сериала «Бэтмен» популярность «Семейки монстров» стала постепенно падать. В том же году, в надежде подогреть интерес к сериалу, на экраны вышел фильм «Монстры, идите домой», в котором Де Карло также исполнила свою роль. Несмотря на это рейтинги сериала продолжали падать, и вскоре показ был закрыт.
Ивонн Де Карло с детства обладала мощным голосом контральто и в 1957 году в сотрудничестве с композитором Джоном Уильямсом записала музыкальный альбом «Yvonne De Carlo Sings».
С 1955 по 1968 год Ивонн была замужем за каскадёром Робертом Морганом, от которого родила двоих детей. В 1962 году во время съёмок фильма «Как был завоёван Запад» Роберт попал под поезд, и ему пришлось ампутировать ногу. Всё это время Ивонн находилась рядом с мужем, а после того, как компания «MGM» не стала выделять им средства на лечение, подала на них в суд, с целью взыскать с компании 1,4 миллиона долларов.
С конца 1960-х годов она стала много играть на театральной сцене, где добилась значительного успеха на Бродвее. Наиболее успешным в её театральной карьере стал мюзикл Стивена Сондхейма «Безумства», который ставился с 1971 по 1972 год.

### Поздние годы жизни
В последующие годы Де Карло часто появлялась на экранах в различных фильмах ужасов и триллерах, среди которых «Власть» (1968), «Немой крик» (1979), «Американская готика» (1987), «Ужас подземелья» (1988) и «Зеркало» (1990). В 1976 году исполнила небольшую роль уборщицы в «звёздной» ленте «Вон Тон Тон — собака, которая спасла Голливуд». В последний раз на большом экране актриса появилась в 1991 году, исполнив роль тёти Розы в фильме «Оскар» с Сильвестром Сталлоне в главной роли. После этого она лишь раз появилась на телеэкранах в фильме «Босой руководитель» в 1995, и в том же году её можно было увидеть в эпизоде фильма «Здесь ходят монстры», снятого по мотивам сериала с её участием.
В 1987 году она опубликовала автобиографию «Ивонн: Автобиография» («Yvonne: An Autobiography»).
В 1997 году при загадочных обстоятельствах погиб её сын, после чего у актрисы случился инсульт, но благодаря своевременным усилям врачей это не привело к серьёзным проблемам. Позже Де Карло переехала в пансион в калифорнийском городе Солванг, а когда её здоровье стало ухудшаться, поселилась в Доме актёров кино и телевидения в Вудленд-Хиллз, пригороде Лос-Анджелеса, где и провела свои последние годы жизни. Ивонн Де Карло скончалась 8 января 2007 года в возрасте 84 лет.
Актриса является обладательницей двух звёзд на Голливудской аллее славы — за вклад в кино и телевидение.